# Fernando Casares
Fernando Casares Montoya (* 16. října 1980 Madrid, Španělsko) je španělský sportovní šermíř, který se specializuje na šerm šavlí. V roce 2000 obsadil třetí místo na mistrovství Evropy v soutěži jednotlivců.